# Svetlana Vasiljeva
Svetlana Vasiljeva voorheen Svetlana Troenova (Moskou, 7 juni 1983) is een Russisch voormalig skeletonster.

## Carrière
Vasiljeva maakte haar wereldbekerdebuut in het seizoen 2004/2005 waar ze toen 29e werd in de eindstand. Haar beste resultaat behaalde ze in het seizoen 2009/2010 waar ze 9e werd. Ze wist driemaal een derde plaats te bereiken in een wereldbekerwedstrijd. Het seizoen 2014/15 werd haar laatste in de wereldbeker, ze was tien seizoenen actief in de wereldbeker.
Ze maakte haar debuut op het wereldkampioenschap in 2008 waar ze 10e werd, ze zou nooit beter doen met later nog twee keer 11e en een keer 14e. Ze was succesvoller in de landenwedstrijd waar ze ook in 2008 vijfde werd met nog tweemaal 8e in 2009 en 2013 deed ze niet meer beter.
Ze nam tweemaal deel aan de Olympische Winterspelen waar ze in 2006 elfde werd en in 2010 werd ze 16e.

## Resultaten

### Olympische Spelen
| Jaar | Plaats    | Resultaat |
| ---- | --------- | --------- |
| 2006 | Turijn    | 11e       |
| 2010 | Vancouver | 16e       |

### Wereldkampioenschappen
| Jaar | Plaats       | Resultaat                          |
| ---- | ------------ | ---------------------------------- |
| 2008 | Altenberg    | 10e Individueel 5e Landenwedstrijd |
| 2009 | Lake Placid  | 11e individueel 8e Landenwedstrijd |
| 2012 | Lake Placid  | 14e individueel                    |
| 2013 | Sankt Moritz | 11e individueel 8e Landenwedstrijd |

### Wereldbeker
Eindklasseringen
| Seizoen   | Rang |
| --------- | ---- |
| 2004/2005 | 29e  |
| 2005/2006 | 31e  |
| 2006/2007 | 26e  |
| 2007/2008 | 11e  |
| 2008/2009 | 12e  |
| 2009/2010 | 9e   |
| 2010/2011 | 19e  |
| 2011/2012 | 28e  |
| 2012/2013 | 27e  |
| 2013/2014 | /    |
| 2014/2015 | 18e  |